# Musica mediterranea
Musica mediterranea è un album del 1993 inciso da Nilla Pizzi in collaborazione con Al Rangone, Franco Bagutti, Mino Reitano e Eugenio Del Sarto.

## Tracce
1. Vela bianca
2. La nostra musica
3. Momenti
4. Stornellante vagabondo
5. Melodia italiana
6. Militari
7. Vivere
8. Ballo d'amore
9. Suona chitarra (vers.in spagnolo)
10. Gioventù